# راویندرا گوپتا
راویندرا گوپتا (انگلیسی: Ravindra Gupta) دانشمند در زمینه ایدز در دانشگاه کمبریج است. وی همچنین عضو مرکز تحقیقات سلامت آفریقا در کشور آفریقای جنوبی است.
گوپتا به عنوان یکی از صد شخصیت تاثیرگذار سال ۲۰۲۰ توسط تایم (تایم ۱۰۰) انتخاب شد.